# Ziemik tarczyca
Ziemik tarczyca (Cydnus aterrimus) – gatunek pluskwiaka z podrzędu różnoskrzydłych i rodziny ziemikowatych.

## Taksonomia
Gatunek ten opisany został po raz pierwszy w 1771 roku przez Johanna Reinholda Forstera pod nazwą Cimex aterrimus. Jako lokalizację typową wskazano tereny nad Zatoką Kadyksu w Hiszpanii.

## Morfologia
Pluskwiak o ciele długości od 8 do 13 mm, ubarwionym jednolicie czarno, rzadziej z odcieniem brązowym. Głowa jego cechuje się spłaszczonymi bokami z lekko uniesionymi krawędziami. Policzki mają na krawędziach zewnętrznych szeregi 4–6 długich szczecinek i zakrywają wierzchołek nadustka. Na nadustku wyrasta w pewnej odległości od krawędzi przedniej para krótkich szczecinek. Oczy są wąskie i słabo wychodzą poza obrys głowy. Czułki mają człon drugi długości członu trzeciego lub trochę dłuższy. Przedplecze ma na każdej z bocznych krawędzi od 9 do kilkunastu długich szczecinek rozmieszczonych w szeregu. Tarczka jest krótka i obrysem zbliżona do równoległobocznego trójkąta. Półpokrywy mają przykrywki z jedną, dwoma lub trzema długimi szczecinkami na żyłce kostalnej i sinusoidalnie wykrojonymi krawędziami tylnymi. Zakrywka może mieć zabarwienie od mlecznobiałego do brązowawego. Gruczoły zapachowe zatułowia mają ujścia wykształcone jako duże, pociągłe płaty. Odnóża przystosowane są do funkcji grzebnej dzięki licznym, mocnym szczecinkom, szczególnie masywnym na goleniach. Stopy są brązowo rozjaśnione.

## Biologia i ekologia

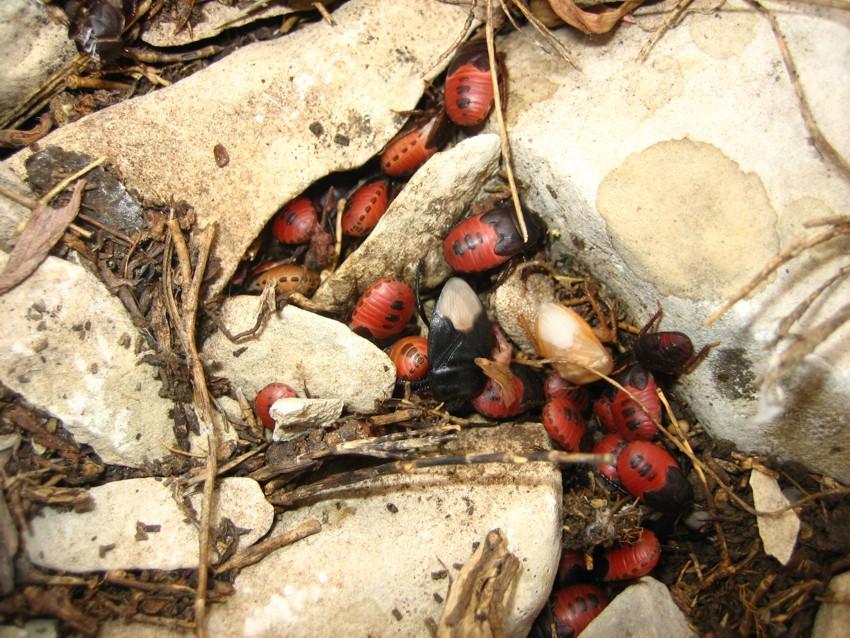
Agregacja larw

Owad ten zasiedla otwarte i suche stanowiska o podłożu piaszczystym lub wapiennym. Zarówno larwy jak i postacie dorosłe są fitofagami ssącymi soki korzeni z wilczomleczy, w przypadku Europy Środkowej najczęściej z wilczomlecza sosnki. Starsze larwy i postacie dorosłe żerują także na częściach zielonych oraz nasionach tych roślin. Pluskwiaki te pędzą głównie skryty tryb życia. Najczęściej bytują u nasady łodyg lub zagrzebane w glebie do głębokości kilku centymetrów. Przy wysokich temperaturach oraz w okresie rozrodczym wchodzą jednak wyżej na rośliny, przebywając nawet na ich kwiatostanach.
Ziemiki te aktywne są od wiosny do jesieni. Kopulują w kwietniu lub maju. Jaja składane są pod ziemią w złożach liczących od 30 do 65 sztuk. Larwy żyją początkowo w agregacjach, czasem utrzymując je nawet do czwartej wylinki. Samica wykazuje troskę rodzicielską, strzegąc jaj i młodych larw. Te ostatnie są też początkowo dokarmiane przez samicę wydzieliną z odbytu zawierającą endosymbiotyczne mikroorganizmy. Postacie dorosłe nowego pokolenia pojawiają się między końcem kwietnia a czerwcem. Są one stadium zimującym, a na miejsce hibernacji wybierają glebę.

## Rozprzestrzenienie
Gatunek szeroko rozprzestrzeniony. Jego pierwotny zasięg obejmuje krainy: palearktyczną, etiopską i orientalną. Ponadto zawleczony został do Stanów Zjednoczonych w krainie nearktycznej oraz do Indii Zachodnich w krainie neotropikalnej.
W Europie znany jest z Portugalii, Hiszpanii, Francji, Belgii, Holandii, Luksemburga, Niemiec, Szwajcarii, Austrii, Włoch, Malty, Litwy, Polski, Czech, Słowacji, Węgier, Ukrainy, Mołdawii, Rumunii, Bułgarii, Słowenii, Chorwacji, Bośni i Hercegowiny, Czarnogóry, Serbii, Albanii, Macedonii Północnej, Grecji oraz europejskich części Rosji i Turcji.
W Afryce podawany jest z Madery, Wysp Kanaryjskich, Maroka, Algierii, Tunezji, Libii, Egiptu, Senegalu, Konga i RPA. W Azji znany jest z Cypru, anatolijskiej części Turcji, Gruzji, Armenii, Azerbejdżanu, Syrii, Jordanii, Libanu, Izraela, Syberii, Kazachstanu, Turkmenistanu, Uzbekistanu, Tadżykistanu, Kirgistanu, Jemenu, Iraku, Iranu, Afganistanu, Chin, Pakistanu, Indii i Sri Lanki.